# Gângiova
Gângiova é uma comuna romena localizada no distrito de Dolj, na região de Oltênia. A comuna possui uma área de 56.18 km² e sua população era de 2642 habitantes segundo o censo de 2007.